# Miguel Sáenz

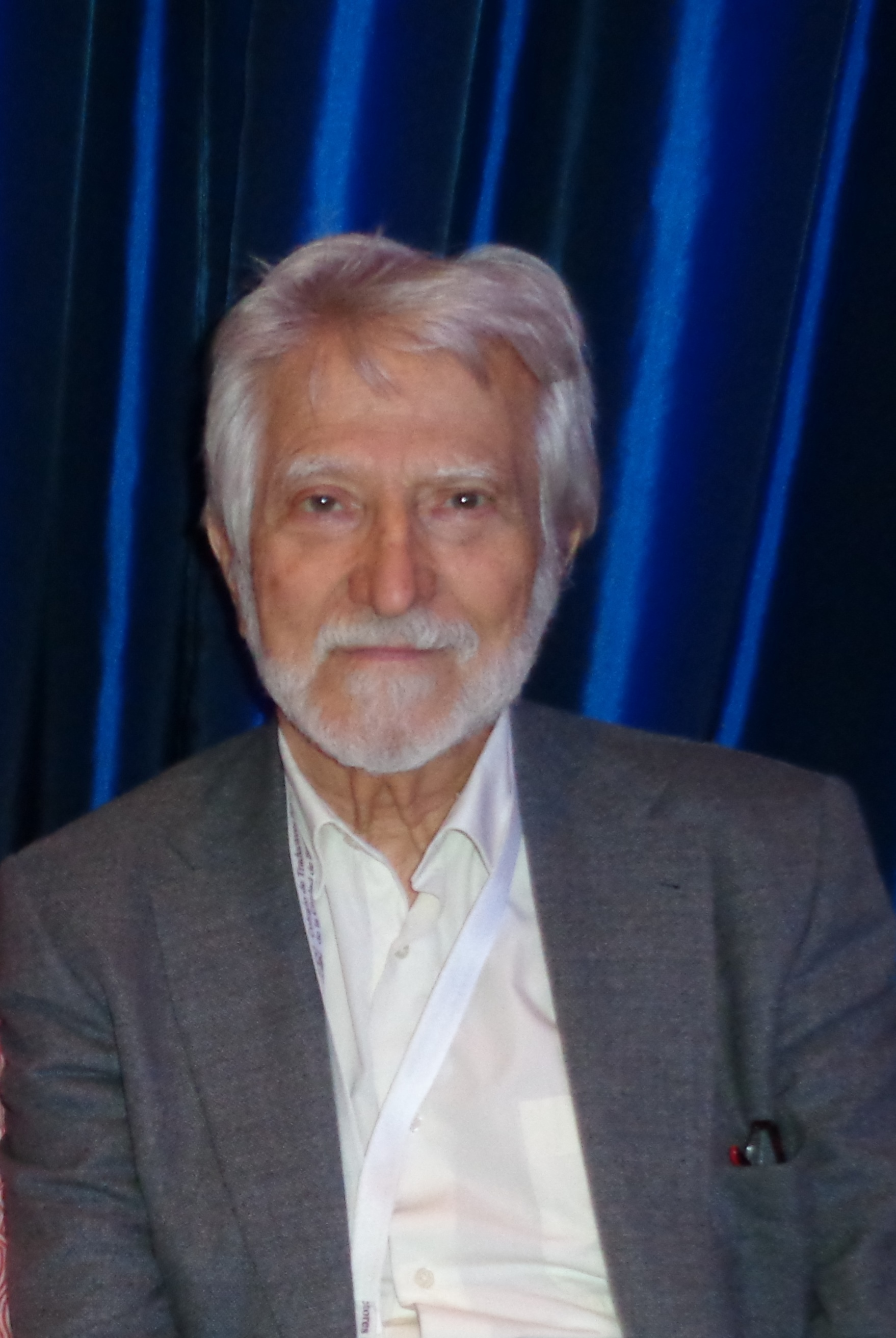
Miguel Sáenz, 2016

Miguel Sáenz Sagaseta de Ilúrdoz (* 7. August 1932 in Larache, Spanisch-Marokko) ist ein spanischer Übersetzer und Schriftsteller.

## Leben
Miguel Sáenz wurde 1932 als Sohn eines Offiziers in Marokko geboren und verbrachte seine Kindheit und Jugend in Nordafrika: in Tétouan, Tanger, Sidi Ifni und in Spanisch-Sahara. Anschließend studierte er deutsche Philologie an der Universität Complutense Madrid.
Sáenz übersetzte die Werke mehrerer deutschsprachiger Schriftsteller ins Spanische, u. a. von Franz Kafka, Bertolt Brecht, Günter Grass, W. G. Sebald und Thomas Bernhard. Er übersetzte auch aus dem Englischen, u. a. William Faulkner, Henry Roth und Salman Rushdie.

## Ehrungen
- Seit 1999 ist Miguel Sáenz Mitglied der Deutschen Akademie für Sprache und Dichtung.
- 2002 erhielt er – als erster spanischer Übersetzer, der auf diese Weise ausgezeichnet wurde – die Ehrendoktorwürde der Universität Salamanca.
- 2012 wurde er in die Real Academia Española aufgenommen.[2]
- 2018 wurde Sáenz mit dem Friedrich-Gundolf-Preis für die Vermittlung deutscher Kultur im Ausland ausgezeichnet.

## Schriften (in Auswahl, ohne Übersetzungen)
- Tú, que naciste austriaca. Marte, Barcelona 1973 (Prosastücke).
- Homenaje a F. K. Planeta, Barcelona 1975 (Roman über Franz Kafka).
- Mensahib. Ayuntamiento de Alcalá de Henares, 1981 (Erzählungen).
- Thomas Bernhard. Una biografía. Siruela, Madrid 1996.
- Egon Schiele. En cuerpo y alma. Editorial de Arte y Ciencia / Fundación Juan March, Madrid 2005, ISBN 978-84-89935-55-6 (Texte des Kataloges der Ausstellung im Museu d’Art Espanyol Contemporani, Palma).